# Britney Spears
Britney Jean Spears (McComb, Mississippi, 2. prosinca 1981.), američka je pop pjevačica. Odavno je stekla status "Pop princeze" koji i dan danas uživa. Prodala je preko 100 milijuna albuma i 100 milijuna singlova. U lipnju 2010. Spears se nalazi na 6. mjestu Forbesove liste 100 najpoznatijih slavnih osoba na svijetu.
2012. godine se našla na 1. prvom mjestu Forbesove liste najbogatijih slavnih osoba na svijetu. Vlasnica je najprodavanijeg parfema poznate osobe pod imenom "Fantasy". Jedna je od najnagrađivanijih izvođača u pop glazbi. Autorica je 8 albuma i 4 singla koji su dostigli prvo mjesto Billboardove top ljestvice. U Guinnessovoj knjizi rekorda je zabilježena kao glazbenik s najviše singlova koji su se našli u TOP 10 Billboardove ljestvice. Zabilježena je kao najtraženija osoba od postojanja interneta. Dobitnica je nekoliko nagrada za životno djelo kao što je MTV Vanguard Award. Našla se na 4. mjestu FHM-ove liste najsexipilnijih žena svih vremena.

## Životopis
Britney Spears rođena je u saveznoj državi Mississippi i odrasla u Kentwoodu u saveznoj državi Louisiani od majke Lynne, učiteljice u osnovnoj školi, i oca Jamiea, građevinskog konstruktora. Svoj proboj na svjetla estrade pokušala je već u osmoj godini života kada se prijavila na audiciju za show Mickey Mouse Club Disney Channela. Međutim, nije prošla audiciju jer su se producenti jednodušno složili kako je premlada za javni nastup. No, nije bilo sve tako crno jer jedan se od producenata toliko oduševio malom Britney da joj je pomogao naći agenta u New Yorku. Zahvaljujući tome Britney je s majkom i mlađom sestrom živjela na Manhattanu nekoliko narednih mjeseci gdje je pohađala Professional Performing Arts School. Britney je već od malih nogu nastupala i prehranjivala svoju obitelj.
Uskoro su došli i prvi uspjesi – 1991. godine glumi opsjednuto dijete u filmu Ruthless, koji je baziran na filmu strave i užasa iz 1956. godine The Bad Seed. U dobi od 11 godina ponovno sudjeluje na audiciji za Mickey Mouse Club. Ovoga puta je uspjela proći audiciju. Stoga je 1993. i 1994. godine živjela u Orlandu (Florida), gdje je emisija snimana. Tada je boravila u paviljonu u kojem je boravila cijela ekipa, a pored nje u emisiji su nastupala dva buduća člana skupine 'N Sync i Keri Russell, buduća zvijeda Warner Brosowog serijala Felicity. Nakon završetka snimanja Mickey Mouse Club showa Britney se upisala u srednju školu u rodnoj Louisani. Strast ka svjetlima estrade ne jenjava pa u svojoj petnaestoj godini odlazi u New York na razgovor s čelnicima tvrtke Jive Record koja se bavi nakladom zvuka. S Jive Recordsom Britney je potpisala ugovor i u naredne je dvije godine snimila svoj debi album s producentima Ericom Fosterom Whiteom (radio s Whitney Houston) i Maxom Martinom (radio s Backstreet Boysima).

### Rani komercijalni uspjeh (1998. − 2000.)
Album ...Baby One More Time snimljen je početkom 1998. godine, ali nije puštan u prodaju do 12. siječnja 1999. godine. Za to vrijeme Britney je radila promotivne nastupe u trgovačkim centrima diljem Sjedinjenih Država. Njen prvi singl "...Baby One More Time" pušten je u prodaju u listopadu 1998. godine. Nakon objavljivanja album se veoma brzo našao na vrhovima glazbenih top lista što ga je učinilo prvim debi albumom koji je postao album godine u Sjedinjenim Državama. Spot u kojem je Spears odjevena kao stidljiva katolička srednjoškolka također je zasjeo na prva mjesta top lista glazbenih spotova. S albuma su objavljeni singlovi: "Sometimes", "(You Drive Me) Crazy", "Born to Make You Happy" te "From the Bottom of My Broken Heart". Album se diljem svijeta prodao u više od 40 milijuna primjeraka. Nešto prije toga, u lipnju iste godine Spears je krenula na svoju prvu solo turneju. S obzirom na broj prodanih primjeraka albuma i njenu popularnosti možda nije ni potrebno reći kako su njeni koncerti bili veoma dobro posjećeni. Iste godine (1999.) pokupila je podosta nagrada MTV Europe-a – Best Female, Best Pop, Best Breakthrough Artist i Best Song (ili na hrvatskom: najbolji ženski izvođač, najbolja pop pjevačica, najbolji novi izvođač i najbolja pjesma).
Godine 1999. s majkom je napisala knjigu Heart To Heart. U knjizi Britney Spears i njena majka pišu o životu, ljubavi, slavi i snovima. No, u knjizi možete naći i odgovore, koje nude autorice knjige, na posve realna pitanja: Kako razgovarati s majkom? Kako ohrabrivati vlastito dijete? Kako se nositi s uspjehom i neuspjehom? Mlada Britney je osnovala i Britney Spears Foundation, zakladu koja organizira ljetne kampove u saveznoj državi Massachusetts za neprivilegiranu djecu. Obrazlažući razloge zašto je utemeljila Britney Spears Foundation popularna Brit je rekla: "Tako sam sretna što mogu djeci dati priliku da naučne ponešto o zapanjujućem svijetu plesa i glazbe, a koji je zahvaljujući sreći postao veliki dio mog života."
Prije nego što je u veljači 2000. godine osvojila nagradu Grammy bila je i u utrci za osvajanje titule najboljeg novog izvođača (Best New Artist). Nagradu je pripala njenoj dobroj znanici iz Mickey Mouse Cluba – Christini Aquileri. Drugi album Oops!... I Did It Again u prodaji se pojavio početkom svibnja 2000. godine. Samo u prvih tjedan dana album se prodao u SAD-u u 1,3 milijuna primjeraka. To je ovaj album učinilo najbolje prodavanim albumom neke pjevačice ikada u Sjedinjenim Državama. Zahvaljujući albumu nominirana je za dvije Grammy nagrade – Best Vocal Pop Album (najbolji vokalni pop album) i Best Female Pop Vocal Perfomance (najbolji ženska izvedba pop vokala) za singl "Oops!... I Did It Again". Album se u svijetu prodao u više od 30 milijuna primjeraka.

### Razvoj karijere (2001. − 2004.)
Treći album Britney u prodaji se pojavio početkom studenoga 2001. godine, kao prvi singl objavljena je pjesma "I'm A Slave 4 U", pjesma ne ide u pravu popa kao njeni prijašnji singlovi već u pravcu R&B-a. U prvih tjedan dana album se prodao u SAD-u u 746.000 primjeraka. 28. Siječnja 2001. Britney je nastupala na Super Bowlu.
Album In the Zone snimljen je krajem 2002. do listopada 2003. godine, ali nije pušten u prodaju do studenoga 2003. godine. Na četvrtom studijskom albumom su se našla velika imena kao što su Moby i R. Kelly. Britney je napisala 9 od 13 pjesama s albuma i po prvi put, na svom albumu je radila kao producentica. In the Zone je dostigao sami vrh svih američkih ljestvica u prvom tjednu, prodavši 609.000 kopija. Time je Britney bila jedini ženski izvođač čija su prva četiri albuma debitirala na prvom mjestu.
Prvi singl "Me Against the Music", snimljen s Madonnom, postao je svjetski hit, a drugi singl "Toxic" razvio se kao još veći, popularniji i prodavaniji hit. Osim toga Spears je s tom pjesmom osvojila važnu Grammy nagradu u 2004. godine za titulu najboljoj dance pjesmi (Best Dance Recording).
Treći spot od pjesme "Everytime" postao je malim "skandalom", zato što je Britney Spears u videu umrla i na kraju oživjela.
Dana 3. siječnja 2004. godine Spears udala se za svog prijatelja iz djetinjstva Jason Allen Alexandra, u Las Vegasu. Brak je anuliran 5. siječnja, završivši kao 55-satni brak. Poslije toga, Spears je započela svoju četvrtu svjetsku turneju, nazvanu Onyx Hotel Tour, s kojom je zaradila preko 34 milijuna američkih dolara. Turneja je bila prekinuta kada je Britney povrijedila koljeno na snimanju spota za "Outrageous", kojih bi trebao biti četvrti singl, ali zbog nezgode su Jive Records odlučili da "Outrageous" odbaci kao četvrti, svjetski singl.
Tijekom druge polovice 2004. godine, Spears je objavila da drugi put uzima odmor. Zapostavit će svoju karijeru da bi se posvetila obiteljskom životu. U rujnu 2004. je izdala svoj prvi parfem 'Curious', s kojim je zaradila 12 milijuna američkih dolara. Nakon velikog uspjeha tog parfema, Spears je izdala i svoj drugi parfem nazvan 'Fantasy', u rujnu 2005. Njen drugi parfem "Fantasy" je proglašen najprodavanijim parfemom poznate osobe ikad.
Krajem studenoga 2004. Britney je izdala i svoju prvu kompilaciju najvećih hitova, nazvanom Greatest Hits: My Prerogative, a nakon toga snimila je reality show "Britney and Kevin: Chaotic".

### Sklopljeni brakovi, religija, prvo dijete i kompilacijski albumi (2005. − 2006.)
14. rujna 2005. godine rođen je Sean Preston Spears Federline, prvi sin pjevačice, u Santa Monica Medicinskom Centru, u Kaliforniji. S obzirom na to da je njena producentska kuća Jive Records htjela skratiti fanovima vrijeme do novog studijskog albuma, izdala je album s kolekcijom remiksanih hitova, B In the Mix: The Remixes. U trećem mjesecu 2006. godine, pojavila se u seriji Will i Grace. U svibnju 2006. godine objavila je da je ponovo trudna.
Kraj 2006. obilježio je razvod od muža Kevina, koji je službeno završen 30. srpnja 2007. godine.

### Glazbeni povratak (2007. − 2009.)
Album Blackout izašao krajem 2007. nakon četiri godine odsutnosti mlade pjevačice s glazbene pozornice tijekom kojih je pozornost medija privlačila izgredima, rastavom i gubitkom skrbi nad djecom. Premda su Spears kritičari nakon lošeg nastupa na otvorenju MTV Video Music Awardsa 2007. u rujnu predviđali kraj karijere, većina komentara u američkima glasilima je bila pozitivna.
Prvi singl iz petog studijskog albuma "Gimme More" je postao najvećim hitom pjevačice u SADu poslije prvog singla "...Baby One More Time". Pjesma Gimme More se prodala samo u Sjednjoj Državi u 1,2 milijuna primjeraka, a u cijelom svijetu oko 4 milijuna primjeraka.
Drugi singl "Piece of Me", u kojoj Spears pjeva kako komentari u glasilima nju negativno opisuju, postao je također hit. Album Blackout dugo se održao pri samom vrhu glazbenih ljestvica i ostvario je odličnu prodaju. Prodan je u gotovo 5 milijuna primjeraka diljem svijeta.
Na dodjeli nagrada MTV Video Music 2008. godine u Los Angelesu Spears je odnijela tri nagrade za pjesmu "Piece of Me" – za najbolji video, za najbolji video u pop kategoriji te najbolji video ženskog izvođača. Zahvalila se bogu, sinovima i svima drugima.
15. rujna 2008. godine producentska kuća Jive Records najavili su novi album pjevačice. Spears je svoj šesti album Circus izdala na 27. rođendan 2. prosinca. Posljednji album Blackout, najhvaljeniji joj je CD u karijeri. Prvi sa singl novog albuma zove se Womanizer, singl se plasirao na prvom mjestu u SAD-u i Kanadi
Na MTV-ovoj europskoj dodjeli nagrada, Spears je osvojila nagrade za najbolji album ("Blackout") i za izvođača godine. Nije bila prisutna, pa se zahvalila s videoporukom.
Dana, 24. studenoga 2009. godine, objavila je svoju drugu kompilaciju najvećih hitova u čast svojoj 10-godišnjoj karijeri pod nazivom The Singles Collection. Album sadrži novu pjesmu "3" koja je objavljena kao singl. Pjesma se plasirala na vrhu ljestvice Billboard Hot 100 i time je postala njen treći hit koji se plasirao na vrhu ljestvice. Treći singl s albuma je "Circus" koji je zauzeo visoko treće mjesto Billboardove glazbene ljestvice.

### Femme Fatale i X Factor (2010. – 2012.)
U ožujku 2010. godine potvrđeno je od Jive Recordsa da je Spears počela snimati svoj sedmi studijski album. Max Martin i Dr. Luke glavni su producenti albuma. Luke je izjavio da želi "jači zvuk" na različite načine i "možda malo dublji elekronički – prljaviji". Dana 2. prosinca 2010. godine Spears je preko svog računa na društvenoj mreži Twitter najavila da će album biti objavljen u ožujku 2011. godine. Debitantski singl "Hold It Against Me" prvi put je pušten u radijskoj emisiji Ryana Seacresta 10. siječnja 2011. godine. Objavljen je u formatu za digitalno preuzimanje na iTunesu 11. siječnja 2011. godine. "Hold It Against Me" je debitirala na prvom mjestu ljestvice Billboard Hot 100 s prodanih 411 000 primjeraka samo u digitalnom formatu. Tako je Spears postala drugi izvođač i povijesti koji ima dvije pjesme koje su debitirale na vrhu te ljestvice, poslije Mariahe Carey. "Hold It Against Me" je Spearsin drugi zaredom singl koji je dospio na vrh te ljestvice, a četvrti ukupno. Album Femme Fatale (Britney Spears) je izdala 25. travnja 2011. On je debitirao na vrhu glazbenih ljestvica albuma u Kanadi, Australiji i SAD-u, dok se plasirao u top 10 u svim ostalima. U travnju 2011, Spears je pojavila u remixu pjesme pop pjevačice Rihanne "S&M", koji je dostigao vrh američke ljestvice singlova, i tako postao Spearsin peti singl na vrhu te liste. Drugi singl "Till The World Ends" se našao na trećem mjestu ljestice Billboard Hot 100 dok je treći singl "I Wanna Go" dostigao sedmo mjesto u kolovozu. Četvrti singl "Criminal" je objavljen u rujnu 2011.
U lipnju 2011. Britney je krenula na svoju "Femme Fatale" turneju, pa je u listopadu imala nastup u Hrvatskoj. Skoro puna Arena Zagreb je uživala u dvosatnom spektaklu pop princeze. U prosincu je turneja završena nakon 79 nastupa. Nakon nekog vremena izašao je i DVD s turneje. U kolovozu Britney je dobila MTV Video Vanguard Award-nagrada za životno djelo (prije nje su je dobili Madonna i Michael Jackson).Na VMA je također odnijela i nagradu za najbolji Pop video. Nakon nekog vremena Britney se zaručila za Jasona Trawicka, ali su zaruke prekinute u siječnju 2012.
U svibnju 2012. okušala se u ulozi sudca u drugoj sezoni američke verzije X Factora. Sa zaradom od 16 milijuna dolara, ona je postala najbolje plaćeni sudac na nekom TV showu ikad, ali ipak se nije vratila u treću sezonu. Također u 2012. Britney se pojavljuje na pjesmi will.i.ama "Scream & Shout". To je kasnije postao njen šesti singl koji je došao na prvo mjesto ljestvice Billboard Hot 100. U prosincu Britney se našla na prvom mjestu Forbesove ljestvice žena s najboljim zaradama, s 58 milijuna dolara.

### Britney Jean i Britney: Piece of me (2013. – 2015.)
U prosincu 2012. se saznalo da je Britney počela raditi na novom albumu za kojeg se kasnije saznalo da se zove Britney Jean. Album se našao u prodaji 3. prosinca 2013. godine. will.i.am je glavni producent albuma. Rano u 2013. ona je snimila singl "Ooh La La" za potrebe filma "Štrumpfovi 2". U spotu za pjesmu su se pojavili i njeni sinovi. U pratnji sinova se pojavila i na premjeri filma gdje je plijenila pažnju zavidnim izgledom. Nedugo zatim je na dodjeli Radio Disney Awards Britney osvojila nagradu za pjesmu Ooh La La koja je imenovana najboljom pjesmom koja mami osmijeh na lice. U rujnu je Britney objavila svoj prvi singl s osmog albuma, "Work Bitch". Spot za pjesmu dokazao je kako je Britney u odličnoj tjelesnoj formi i spremna je za koncerte u Las Vegasu. Singl se prodao u 1,5 milijuna primjeraka. Također se pojavila i na pjesmi od Miley Cyrus "SMS (Bangerz)". Imala je ulogu i u dokumentarcu Miley Cyrus gdje je bila istaknuta kao Mileyin najveći idol u pop glazbi. 4. studenog je izašao drugi singl s osmog albuma koji se zove "Perfume". Emotivan sadržaj je očarao sve Britneyine najveće fanove. Tekst pjesme je Britney napisala uz pomoć "Sie". Taj dan album je postao dostupan za naručivanje na iTunesu. Oborio je rekord postavši broj jedan na iTunesovoj listi nakon samo 19 min. Britney je i sama priznala kako se u potpunosti posvetila albumu "Britney Jean"! Imenovala ga je svojim najosobnijim albumom jer govori o mnogim lijepim, no i ružnim trenutcima iz njenog života. Sudjelovala je u pisanju svih pjesama, dok je nekoliko pjesama napisala samostalno. Unatoč slaboj promociji album je ostvario solidnu prodaju. Na People's Choice Awards 2014 Britney je osvojila nagradu za omiljenog pop izvođača. Britneyni fanovi (BritneyArmy) su osvojili nagradu za najmoćniju fan bazu na World Music Awards 2014.
Britney je započela svoj dvogodišnji show "Britney:Piece of Me". Show se sastoji od 100 koncerata koje će izvesti u 2014. i 2015. god. Britney je za ovaj show dobila honorar od 30 milijuna dolara. Na prvoj većeri odnosno otvorenju showa su se pojavile mnoge zvijezde kao Katy Perry, Miley Cyrus, Selena Gomez...
Dvorana je svake večeri prepuna gledatelja. Posebna atmosfera je vladala već prve večeri kad su svi primijetili Britneyin sjajan izgled i odlične plesne pokrete. Britney uistinu izgleda, a i pleše gotovo kao na početku karijere. Mediji su odlične kritike uputili na show koji je preslik Britneyine karijere. Izvodi svoje najveće hitove i privlači veliku gledanost. Pošto se show izvodi u Las Vegasu Britney su mediji i fanovi već počeli nazivati kraljicom Vegasa. Britney je snimila dokumentarac "I am Britney Jean" koji prikazuje pripremu albuma i showa u Vegasu. U dokumentarcu se mogu vidjeti i privatni trenutci koje Britney provodi s djecom.

## Filmska karijera
U veljači 2002, Spears se proslavila u filmu, Crossroads, koji je dosegao visoko drugo mjesto na američkoj listi najgledanijih filmova već prvog vikenda, ali je relativno kratko bio na tako visokom plasmanu najgledanijih filmova. Film je zaradio nešto više od $60 milijuna diljem svijeta, što je četiri puta više od svoga budžeta. Neke pjesme iz albuma koje izvodi Britney pojavile su se u filmu. Film je dobio loše kritike, a i Britney je dobila Razzie Award za najgoru glumicu. Film je osvojio i Razzie za najgoru originalnu pjesmu "I´m Not a Girl, Not Yet a Woman" koju joj je Dido napisala.
Spears je napravila veliku zbrku u javnosti pojavivši se u filmovima Austin Powers in Goldmember (2002.) kao ona, i u Longshot (2000.) kao Leteći Sluga. Također se pojavila u dokumentarcu zvanom Guest List Only fokusiranom na Los Angeleskoj sceni.
Za film Chicago, producent Harvey Weinstein htio je Britney za ulogu koja je ipak pripala Lucy Liu. Bila je preporučena za ulogu Allie Hamilton u filmu The Notebook, ali ipak je bila bolja Rachel McAdams. Spears je bila na audiciji za ulogu u filmu I love Huckabees koja je pripala Naomi Watts. Britney je bila veoma zainteresirana za ulogu u filmu Daisya Dukea, The Dukes of Hazzard, ali je izgubila zanimanje jer je trebala glumiti ženu koja planira svoje vjenčanje i život svoje obitelji. Uloga je pripala pop pjevačici i televizijskoj zvijezdi Jessici Simpson.

## Diskografija
- ...Baby One More Time (1999.)
- Oops!... I Did It Again (2000.)
- Britney (2001.)
- In the Zone (2003.)
- Blackout (2007.)
- Circus (2008.)
- Femme Fatale (2011.)
- Britney Jean (2013.)
- Glory (2016.)

## Filmografija
- 1990.: Ruthless (Broadway)
- 1993–1994.: Mickey Mouse Club (Televizija)
- 1999.: Longshot (Kino)
- 2002.: Crossroads (Kino)
- 2002.: Austin Powers 3 (Kino)
- 2005.: Chaotic (Televizija)
- 2006.: Will & Grace (Televizija)
- 2008.: How I Met Your Mother (Televizija)
- 2008.: Britney: For the Record (Televizija i DVD)
- 2008.: Britney: For the Record (Televizija i DVD)
- 2010.: Glee (Televizija)
- 2011.: Britney:The Femme Fatale (Televizija)
- 2012.: X Factor Usa (Televizija)

## Vanjske poveznice
- Službena web-stranica
- Britney - Jive Records  Arhivirana inačica izvorne stranice od 14. svibnja 2009. (Wayback Machine)
- Britney Spears na YouTube-u
- Britney Spears u internetskoj bazi filmova IMDb-u (engl.)